# Sandro Lopopolo
Alessandro „Sandro“ Lopopolo (* 18. Dezember 1939 in Mailand; † 26. April 2014 ebenda) war ein italienischer Boxer.

## Amateur
Lopopolo gewann 1960 bei den Olympischen Spielen in Rom die Silbermedaille im Leichtgewicht. Im Finale unterlag er dem Polen Kazimierz Paździor.

## Profikarriere
Seine Profikarriere begann 1961 mit einer beeindruckenden Serie von 35 Kämpfen ohne Niederlage. Im November 1963 wurde er italienischer Meister im Halbweltergewicht. Zweimal konnte er den Titel verteidigen, doch im September 1964 wurde er von Piero Brandi nach Punkten besiegt. Den Rückkampf im März des folgenden Jahres gewann Lopopolo durch technischen K. o. Seinen wiedererlangten Meistertitel verteidigte er danach noch einmal.
Sein Angriff auf den vakanten Europameistertitel im Halbweltergewicht scheiterte im Juli 1965 durch eine Punktniederlage gegen den Spanier Juan Albornoz.
Den Höhepunkt seiner Boxkarriere erreichte Lopopolo im April 1966, als er nach einem Sieg über den Venezolaner Carlos „Morocho“ Hernández Weltmeister im Halbweltergewicht nach WBA- und WBC-Version wurde. Im Oktober wurde er von Vicente Rivas aus Venezuela herausgefordert. In der achten Runde musste Rivas verletzt aufgeben. Lopopolo traf dann im April 1967 auf den US-Amerikaner Takeshi Fuji, der ihn schon in der zweiten Runde ausknockte.
In seiner restlichen Laufbahn versuchte sich Lopopolo noch drei Mal bei Titelkämpfen. Zweimal scheiterte er daran, den vakanten Europameistertitel im Halbweltergewicht zu erlangen: Im Mai 1970 unterlag er dem Franzosen René Roque nach Punkten und im Februar 1972 dem Franzosen Roger Zami. Lopopolo wechselte in das Weltergewicht, um sich dort den Europameistertitel zu sichern. Doch der Franzose Roger Menetrey verhinderte dies im Dezember 1972 durch technischen K. o. in der dreizehnten Runde.